# Араука (департамент)

Ара́ука (ісп. Arauca) — департамент на сході Колумбії, на кордоні із Венесуелою.
Площа — 23818 км².
Населення — 232 тис. осіб (2005; 20 тис. в 1973).
Адміністративний центр — місто Араука.

## Природа
Департамент розташований на заході Льянос-Оріноко, між річкою Араука на півночі та річкою Касанаре на півдні. На заході територію охоплює передгір'я Східної Кордильєри Колумбійський Андів.
Клімат субекваторіальний. Пересічні температури 27-29 °C. Опадів 1000-2000 мм за рік.
Савани із ксерофітними чагарниками та рідколіссям, в вологіших районах — високотравні савани. В передгір'ях постійні вологі вічнозелені тропічні ліси.

## Економіка
Основа економіки департаменту — сільське господарство (в основному пасовиське тваринництво) та рибальство.
Головні шляхи сполучення — річки Араука та Касанаре. В місті Араука — аеропорт.

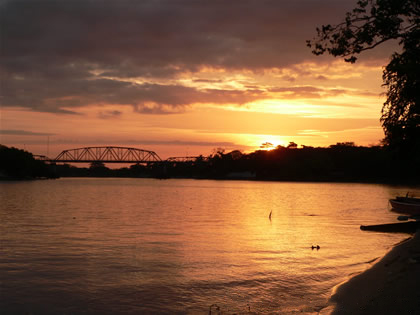
Міст через річку Араука